# انتخابات رهبری حزب لیبرال دموکرات ژاپن (۲۰۲۱)
انتخابات رهبری حزب لیبرال دموکرات ژاپن (انگلیسی: 2021 Liberal Democratic Party) در ۲۹ سپتامبر ۲۰۲۱ برای انتخاب رهبر جدید حزب حاکم لیبرال دموکرات ژاپن برگزار شد. انتظار می‌رود که برنده انتخابات نخست‌وزیر بعدی ژاپن شود و رهبری حزب را در انتخابات سراسری ژاپن ۲۰۲۱ عهده‌دار گردد.
نخست‌وزیر یوشیهیده سوگا رئیس کنونی حزب در ۳ سپتامبر اعلام کرد که با توجه به استقبال کم و گزارش‌های رسانه‌ای نسبت به وجود اختلاف نظر در درون حزب، برای نامزدی مجدد در انتخابات جدید شرکت نخواهد کرد. سوگا در ابتدا به عنوان رئیس حزب لیبرال دموکرات در سال ۲۰۲۰ انتخاب شد تا بقیه دوران باقیمانده از نخست‌وزیری شینزو آبه را بر عهده گیرد، او پس از استعفای آبه در اوت ۲۰۲۰ که به دلیل بیماری کناره‌گیری‌کرد جایگزین وی شد.
فومیو کیشیدا  وزیر خارجه پیشین در دور دوم انتخابات پیروز شد و حریف خود تارو کونو وزیر فعلی اصلاحات اداری و اصلاح قوانین را تغییر داد. پیروزی کیشیدا با حمایت شدید اعضای دایت ملی همراه شد، در حالی که کونو پیش از انتخابات در نظرسنجی‌ها در صدر قرار داشت و بیشترین آراء اعضای حزب را از آن خود کرده بود. فومیو کیشیدا در ۴ اکتبر ۲۰۲۱ توسط قوه مقننه به عنوان صدمین نخست‌وزیر ژاپن جانشین یوشیهیده سوگا انتخاب شد.

## پیشینه
شینزو آبه سه بار متوالی در سالهای ۲۰۱۲، ۲۰۱۵ و ۲۰۱۸ به دنبال تغییر قانون اساسی در ۲۰۱۷ به عنوان رئیس LDP انتخاب شد. وی محدودیت دوره ریاست حزب را به جای دو دوره به سه دوره متوالی افزایش داد. شینزو آبه با موفقیت LDP را به سه پیروزی متوالی در انتخابات عمومی در سالهای ۲۰۱۲، ۲۰۱۴ و ۲۰۱۷ رساند و طولانی‌ترین دوره نخست‌وزیری تاریخ ژاپن را به خود اختصاص داد. با این حال آبه به‌طور ناگهانی در ۲۸ اوت ۲۰۲۰ اعلام کرد که در پی معالجه زخم کولیت خود از نخست‌وزیری و رئیس LDP استعفا می‌دهد.
پس از آن دبیر ارشد کابینه یوشیهیده سوگا در انتخابات ویژه این حزب در سپتامبر ۲۰۲۰ به پیروزی دست یافت تا بقیه دوران نخست‌وزیری آبه را به عنوان رئیس حزب LDP سپری کند و سوگا بعداً در ۱۶ سپتامبر به عنوان نخست‌وزیر جایگزین وی شد. سوگا در ابتدا اعلام کرده بود که پیش از انتخابات عمومی ۲۰۲۱ برای یک دوره کامل به عنوان رئیس حزب LDP نامزد می‌شود. با این حال در ۳ سپتامبر ۲۰۲۱، سوگا مسیر معکوس خود را اعلام کرد و اعلام کرد که با توجه به نارضایتی و گزارش‌های منفی رسانه‌ها نسبت به اختلافات داخلی در داخل حزب برای کسب رهبری مجدد سوگا وی برای کسب ریاست حزب LDP نامزد نمی‌شود.
خروج سوگا از مسابقه انتخاباتی و همچنین این واقعیت که اکثر جناح‌های داخلی حزب دموکرات لیبرال از تأیید نامزد خاصی امتناع می‌کردند، منجر به این شد که انتخابات کاملاً باز و غیرقابل پیش‌بینی توصیف شود.

## شرایط انتخابات
روند انتخابات برای کسب ریاست حزب LDP براساس «قوانین انتخاب رئیس حزب» تعیین شده‌است.برای اینکه نامزدی به‌طور رسمی در انتخابات شرکت کند باید عضو LDP و دایت ملی باشد و باید حداقل ۲۰ نفر از اعضای دایت ملی حزب LDP وی را نامزد نمایند.
LDP رهبر خود را از طریق نظام انتخاباتی دومرحله‌ای انتخاب می‌کند که شامل اعضای دایت ملی LDP و همچنین اعضای حزب در سراسر ژاپن می‌شود.در دور اول، همه اعضای LDP دایت ملی یک رأی می‌دهند. اگر هر نامزدی در دور اول اکثریت یعنی (بیش از ۵۰ درصد)) آرا را به‌دست آورد، آن نامزد به‌عنوان رئیس حزب انتخاب می‌شود.
اگر در دور اول هیچ نامزدی اکثریت آرا را به‌دست نیاورد، بلافاصله دور دوم بین دو نامزد برتر برگزار می‌شود. در دور دوم، همه اعضای دایت ملی مجدداً رای می‌دهند، این درحالی است که ۴۷ بخش استان LDP هر کدام یک رأی می‌گیرند و نتیجه رای‌های اخیر با استفاده از نتایج دور اول اعضای حزب در هر استان تعیین می‌شود. نامزدی که بیشترین رای را در دور دوم کسب کند، به‌عنوان رئیس حرب انتخاب می‌شود.

## عواقب بعدی
پس از اعلام استعفای نخست‌وزیر سوگا، کونو گزینه مورد علاقه بسیاری از نظرسنجی‌های LDP بود و در مرحله اول انتخابات در رتبه اول قرار داشت. کمپین او توسط سوگا و دیگر اعضای بلندپایه LDP تأیید گردید، با این حال کیشیدا در دور اول با اختلاف دوم شد و در نهایت کونو را در دور دوم شکست داد.
پس از انتخاب شدن کیشیدا، آن را به عنوان «استقرار تکنوکرات‌های» حزب نامگذاری کردند. بسیاری از اعضای LDP   انتخاب کیشیدا را به عنوان انتخاب پایدار می‌نگریستند و برای آنها جانشینی وی با سوگا یک تغییر ناگهانی نبود. کونو به عنوان کاندیدای تغییر در نظر گرفته شد. کیشیدا متعهد شد که نرخ مالیات بر مصرف در ژاپن را افزایش ندهد و سیستم بازنشستگی و مراقبت‌های بهداشتی در این کشور را بازنگری کند. او گفته‌است که تمرکز اصلی او تمرکز بر توزیع مجدد درآمد برای رفع نابرابری درآمد است.
رئیس‌جمهور آمریکا جو بایدن به کیشیدا تبریک گفت و «مشتاقانه منتظر همکاری با کیشیدا برای تقویت همکاری‌های آمریکا در سال‌های آینده است».